# Försvarsekonomiska planeringskommissionen
Försvarsekonomiska planeringskommissionen (finska: Puolustustaloudellinen suunnittelukunta) var i Finland ett av statsrådet för fyra år i sänder tillsatt organ av kommittétyp, som inrättades första gången 1955. Till medlemmar kallades företrädare för statens central-, regional- och lokalförvaltning samt näringslivets olika sammanslutningar och privata företag.
Organisationen omfattade tillsatta sektioner och kommissioner samt så kallade pooler, som har till uppgift att utveckla funktionssäkerhet på sitt eget område under normala förhållanden och befrämja beredskapsplanering samt trygga kontinuiteten av viktig produktion eller funktioner vid undantagsförhållanden.
Med tanke på basförsörjningen inom olika produktionsgrenar tillsattes vid de mest centrala företagen beredskapschefer, vilka tog hand om det egna företagets beredskapsverksamhet. År 2004 var antalet beredskapschefer 1 300. Försvarsekonomiska planeringskommissionens sekretariatuppgifter handhades av Försörjningsberedskapscentralen.
Försörjningsberedskapsorganisationen förnyades i juli 2008, varvid beslutsorganen vid försvarsekonomiska planeringskommissionen sammanslogs med Försörjningsberedskapscentralen vars organisation förnyades. De av försvarsekonomiska planeringskommissionen år 2004 förnyade sektorerna och poolerna bibehölls som permanenta samarbetsorgan.